# Corneliu Codreanu
Uppslagsorden Codreanu och Zelea Codreanu omdirigerar hit. För Corneliu Zelea Codreanus hustru, se Elena Zelea Codreanu.
Corneliu Zelea Codreanu, ursprungligen Corneliu Zielinski, känd som Corneliu Codreanu, född 13 september 1899 i Huși i den rumänska provinsen Moldavien, död 30 november 1938 i Tâncăbești, var en ultranationalistisk, ortodox kristen politisk ledare och grundare av den fascistiska rörelsen Ärkeängeln Mikaels legion, även känd som Järngardet.

## Biografi
År 1927 hörde den 28-årige Corneliu Codreanu Gud tala till honom genom en ikon föreställande ärkeängeln Mikael. Bönderna på Balkan förknippade Mikael med kampen mot de muslimska turkarna. Codreanu svarade på Guds tilltal och grundade samma år Ärkeängeln Mikaels legion – Järngardet.

## Järngardet

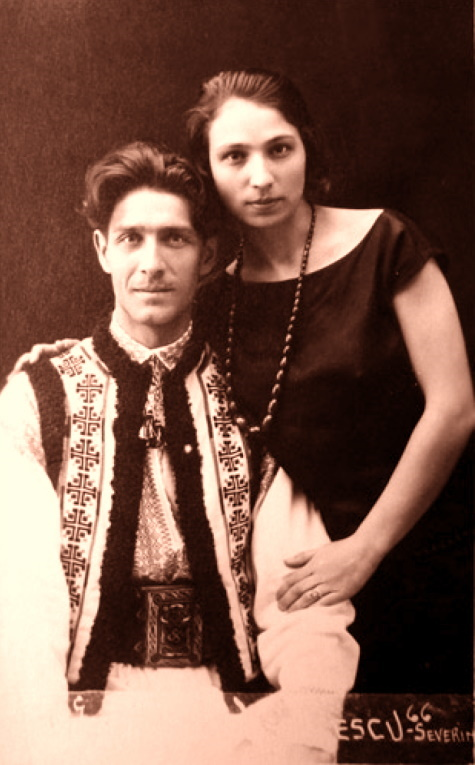
Corneliu Zelea Codreanu med sin hustru Elena.

Järngardet var en kristen ultranationalistisk och starkt antisemitisk organisation i mellankrigstidens Rumänien. Organisationen var känd för sitt revolutionära budskap, influerat av mystik och rumänsk-ortodox religiositet. Järngardet kom att bli en tongivande aktör på den rumänska politiska scenen genom sina konflikter med det politiska etablissemanget, de demokratiska krafterna och genom användandet av terrorism som politisk metod. Myndigheterna såg med oro på Codreanus rörelse och efter en tid av sammandrabbningar och mycket våld mellan etablissemanget och Järngardet förvärrades situationen samtidigt som Codreanu uttryckte sitt fulla stöd för Adolf Hitler och nazismen. Codreanu åtnjöt oinskränkt makt inom Järngardet och kallades av legionärerna för Kaptenen (Capitanul). Codreanus politiska parti gick under namnet Totul Pentru Tara (Allt för Fäderneslandet) som ställde upp i allmänna val 1937 och där blev det tredje största partiet i landet.
Som ledare för Järngardet uttryckte sig Codreanu positivt om Adolf Hitler och Benito Mussolini, men han identifierade sig varken med nazisterna eller med de italienska fascisterna. Codreanu var en antisemitisk agitator och motståndare till kapitalism, kommunism och demokrati. Codreanu stod för en rumänsk kristen nationalism och Järngardet skilde sig från andra fascistiska organisationer genom tonvikten på kristen tro. Järngardet hyllade de rumänska bönderna och betonade vikten av agrara reformer.
Legionens medlemsantal sexfaldigades fram till 1937 och Kung Carol II beordrade att Codreanu och tolv andra ledare inom legionen skulle fängslas. Natten mellan 29 och 30 november 1938 blev de fängslade lönnmördade av medlemmar ur gendarmeriet Jandarmeria Română efter att en nära vän till premiärminister Armand Calinescu blivit mördad av legionärer. Avrättningen verkställdes genom strypning och skott i ryggen. Enligt en annan uppfattning blev Codreanu "summariskt dödad". Kropparna begravdes i en massgrav i skogen nära Bukarest.

## Personkulten kring Codreanu
Codreanu har av forskarna beskrivits som en karismatisk vältalare. Talen han höll till bönder och ungdomar gjorde ibland starkt intryck på människorna i de små fattiga byarna i Rumänien. Codreanu använde sig av en retorik som lockade folk ur alla klasser: bönder, akademiker och studenter, och av dessa kunde vissa av dem som led av fattigdomen i landet se honom som en frälsare. Järngardet sågs av motståndare som obskyra, med egna ritualer och användandet av folkdräkter och uniformer vid möten och marscher, men det drog dock till sig flera av Rumäniens främsta kulturpersonligheter; Mircea Eliade, E.M. Cioran och Eugène Ionesco är exempel på personer som i sin ungdom stödde Codreanu.
I sina tal varvade Codreanu religion med patriotism, folkgemenskap och uppmaning till antisemitisk kamp. Ett exempel på detta är en händelse 1930 i staden Borşa när Codreanu höll ett möte och väckte uppmärksamhet när han uppmanade folkmassan att attackera stadens 4 000 judiska invånare. De allra mest hängivna aktivisterna i Järngardet skall ha betraktat Codreanu som en frälsargestalt; enligt dem var han utsänd och ledd av ärkeängeln Mikael.
Historiker har med tanke på Codreanus uttalade judehat påpekat att det är troligt att Codreanu i sina yngre år utvecklade en fanatisk nationalism och med tiden fick en överglorifierad och romantiserad bild av Rumänien. Codreanu var elev på en militärskola vid 14 års ålder och deltog i första världskriget 17 år gammal, vilket även kan ha bidragit till hans nationalism. Codreanu påverkades troligen också av bland annat nationalistiska rumänska filosofer och av faderns antisemitiska åsikter. Denne stödde sedan också Järngardet och deltog i Codreanus kamp. I övrigt kan man notera att Codreanu på fädernet tillhörde en polskättad familj, medan modern var etnisk tyska med rötter i Bayern.
Den högerextrema traditionalistiska filosofen Julius Evola träffade Codreanu i dennes högkvarter Det gröna huset 1938 och konstaterade att Codreanu fyllde människor med respekt då han var både stilig och bildad. Evola mindes Codreanu som den "renaste, mest rättfärdiga och hedervärda personen".

## Codreanu idag

### Nutida Rumänien
I Rumänien genomförs varje år en minnesmarsch som går till Codreanus minneskors. Årligen läser en präst och andra talare upp texter, ett fotografi av Codreanu i guldram hängs upp på korset och blommor läggs på marken. Det är bland annat den rumänska högerextrema gruppen Noua Dreaptă ("Nya Högern") som anordnar detta.

### Sverige
I Sverige har Codreanu idealiserats av nynazister, fascister och radikala traditionalister. Detta har gjorts genom skivsläpp med låtar av Fyrdung, Sigrblot och Ferox, tryck av tröjmotiv samt att Codreanus bok Till mina legionärer år 2001 gavs ut i svensk översättning av bolaget Nordland.

### Italien
I Italien hyllas Codreanu av olika nationalistiska och fascistiska organisationer, bland andra Forza Nuova.

## Böcker på svenska
- Till mina legionärer. Rennemo (övers.) (1 uppl.). Stockholm: Nordland. 2001 [1936]. Libris 9154162
  -  Till mina legionärer. Rennemo (övers.) (2 uppl.). Helsingborg: Logik förlag. 2007 [1936]. Libris 16909215. ISBN 978-91-97596-67-1 (en mycket censurerad utgåva där det mesta av bokens antisemitiska innehåll utelämnats)
  -  (audiobok) Till mina legionärer. Rennemo (övers.) (2 uppl.). Johanneshov: MTM. 2016 [1936]. Libris 19697460
- Fängelsedagbok. Julius Evola (efterskrift), Lennart Svensson (övers.) (1 uppl.). Helsingborg: Logik förlag. 2017 [1942]. Libris s3vdlqx9q89zqkg5. ISBN 978-91-88667-26-7